# Epopea di Sundiata
L'Epopea di Sundiata (nelle lingue mandingo ߛߏ߲߬ߖߘߊ߬ , Sònjàdà) è un poema epico originario del Senegambia che celebra le gesta di Sundjata Keïta, il quale nel XIII secolo fondò l'Impero del Mali. Questa figura è considerata un eroe dai mandinga, nonché fondatore delle pratiche sociali di questo popolo.
Sundjata prese il nome da sua madre Sogolon. Il termine jata deriva dalla parola jara che significa "leone". Ne consegue che Sundjata significa "leone di Sogolon". L'epopea racconta come il giovane eroe, dopo un periodo di esilio, torna trionfante in Mali per liberare la sua terra dal tiranno stregone Sumanguru, di etnia sosso.

## Trama
Secondo il racconto del griot Keita, Sudjata era il dodicesimo figlio del re del Mali Maghan Kon Fatta, doato dello spirito del leone, e di Sogolon, una donna gobba e dal brutto aspetto, ma che possedeva lo spirito di un bufalo. Sudjata inizialmente non era in grado di parlare o di camminare e dovette sopportare le antipatie della corte. Alla morte di Maghan salì al trono il figlio della prima moglie Sassouma Berete, la quale era solita schernire Sundjata per i suoi deficit fisici.
Un giorno Sundjata riuscì ad alzarsi grazie all'aiuto del suo griot Balla Fasseke e sconfisse la magia nera di Sassouma, la quale lo mandò in esilio. In quegli anni il giovane si guadagnò la fiducia del re di Mema, che lo aveva scelto come suo erede al trono, tuttavia decise di tornare in patria per liberarla dal tiranno Sumanguru. Qui radunò un grande esercito formato dai regni che lo avevano sostenuto in esilio e affrontò il nemico nella battaglia di Kirina.
Inseguito da Sundjata e dal suo griot Balla Fasseke, Sumanguru si rifugiò sul monte Koulikoro per diventare tutt'uno con la roccia della montagna. Il suo esercito cadde sconfitto e Sundjata regnò il Mali per molti anni.

## Analisi
L'Epopea di Sundiata racconta le prodezze del protagonista in un contesto storico ben definito e comprovato. Egli visse tra il 1190 e il 1255 e, dopo un'infanzia difficile e un periodo in esilio, tornò in patria per fondare un fiorente impero con capitale Niani.
L'opera è un classico della letteratura africana che si differenzia dai poemi epici europei come l'Iliade e l'Odissea: nei poemi epici africani infatti le guerre vengono combattute soprattutto con una potente forza spirituale. Al conflitto prendono parte le forze cosmiche costituzionali (positive) e incostituzionali (negative), impersonate dall'eroe e dal suo antagonista.
La storia di Sundjata può essere assimilata a un romanzo di formazione, ovvero un rito di passaggio all'età adulta culminante nella piena consapevolezza militare e sociale. Oltre a incoraggiare ad accettare il proprio destino e a rispettare le autorità, l'opera offre un prezioso resoconto sui legami tra i vari clan e sulle origini di diversi nomi e tradizioni. Inoltre esalta valori morali come la carità, la generosità, il senso del dovere, l'onore e la giustizia.

## Influenza culturale
Durante il periodo coloniale, l'opera portò alla ribalta la letteratura africana dinnanzi alla civiltà europea e ridusse il complesso di inferiorità che gli africani provavano nei confronti dei loro colonizzatori. Oggi in tutti i villaggi dell'Africa occidentale si tengono degli spettacoli che glorificano il passato attraverso la narrazione orale.
L'Epopea di Sundiata testimonia il grande retaggio culturale che Sundjata ha lasciato al Mali e agli altri stati dell'Africa occidentale. Tra le varie versioni si citano quella di Djibril Tamsir Niane, che nel 1960 aveva tradotto in francese la raccolta di Mamoudou Kouyaté, quella di Gordon Innes, che nel 1974 aveva raccolto i racconti orali di tre griot, e quella di Fa-Digi Sisökö tradotta da John William Johnson nel 1986. In tutte queste versioni si riscontrano differenze significative, sia nella trama che nell'ortografia dei nomi.
Si ritiene che la storia di Sundjata abbia ispirato il noto cartone della Disney Il re leone. Uno dei numerosi epiteti con cui è noto il protagonista è proprio simbong, ovvero "fischio del cacciatore". Sia Sundjata che Simba devono sottostare a una serie di prove per confermare la loro sovranità ed entrambi vivono un periodo di esilio.

## Edizioni italiane
- Djibril Tamsir Niane, Sundiata: epopea mandinga, a cura di Federico Bozzini, Roma, Edizioni Lavoro, 1986, ISBN 88-7910-194-3.